# 郭连山
郭连山（1955年—），河南项城人，汉族，中华人民共和国政治人物、第十二届全国人民代表大会新疆地区代表。
毕业于天津大学工商管理专业。加入中国共产党，現任新疆維吾爾自治區人民檢察院黨組書記、副檢察長。2013年，担任全国人大代表。